# هانك باور
هانك باور (بالإنجليزية: Hank Bauer)‏ هو لاعب كرة قاعدة أمريكي، ولد في 31 يوليو 1922 في سانت لويس الشرقية ‏ في الولايات المتحدة، وتوفي في 9 فبراير 2007 في ينيكسا في الولايات المتحدة بسبب سرطان الرئة.

## وصلات خارجية
- هانك باور على موقع دوري كرة القاعدة الرئيسي (الإنجليزية)
- هانك باور على موقعبيزبول رفرنس.كوم (الدوري الرئيسي) (الإنجليزية)
- هانك باور على موقعبيزبول رفرنس.كوم (الدوري الثانوي) (الإنجليزية)
- هانك باور على موقع إي إس بي إن.كوم (أم.أل.بي) (الإنجليزية)
- هانك باور على موقع مشجعي الرسوم البيانية (الإنجليزية)